# 367-ма піхотна дивізія (Третій Рейх)
367-ма піхотна дивізія (Третій Рейх) (нім. 367. Infanterie-Division) — піхотна дивізія Вермахту за часів Другої світової війни. Дивізія сформована на території Хорватії, брала участь в операції «Маргарет I», потім діяла на фронтах німецько-радянської війни, бої в районі Кам'янець-Подільського, в Західній Україні, в Західній Білорусі, потім на сході Польщі та в Східній Пруссії. У квітні 1945 року розгромлена під Кенігсбергом.

## Історія
367-ма піхотна дивізія сформована 15 листопада 1943 року в Аграмі в Хорватії під час 21-ї хвилі мобілізації вермахту з рештки розформованих та розгромлених 330-ї, 71-ї і 297-ї піхотних дивізій та 505-го артилерійського дивізіону. Формування з'єднання, що входило до III Германського танкового корпусу СС СС-обергруппенфюрера Ф. Штайнера 2-ї танкової армії за планом мало завершитися 1 лютого 1944 року, але через проблеми поповнення особовим складом формування тривало до 1 квітня 1944 року. Після цього дивізія була включена до складу сил для проведення антипартизанських операцій на території Хорватії та окупованих землях Югославії. Однак, вже в березні 1944 року у зв'язку з різким загостренням ситуації в Угорщині, дивізію перекинули до країни за планом операції «Маргарет I» для недопущення переходу Угорської королівської армії на бік союзників. Зосереджувалася поблизу Веспрема.
Наприкінці березня 1944 року дивізію терміново перекинули на південний фланг німецько-радянського фронту, де в районі Кам'янець-Подільського склалася критична ситуація, коли під час Дніпровсько-Карпатської стратегічної наступальної операції Червоної армії, потрапила в оточення та була на межі знищення німецька 1-ша танкова армія генерала Г.-В. Губе. Бої в Західній Україні, в червні 367-му піхотну дивізію перекинули на центральний напрямок Східного фронту. Участь у битві в Західній Білорусі, поступовий відступ до Польщі й далі до Східної Пруссії. Протягом восени 1944 — весни 1945 року дивізія билася під Кенігсбергом, доки не була вщент розгромлена військами 3-го Білоруського фронту.

## Райони бойових дій
- Хорватія (листопад 1943 — лютий 1944)
- Угорщина (березень 1944)
- Східний фронт (південний напрямок) (березень — червень 1944)
- Східний фронт (центральний напрямок) (червень — жовтень 1944)
- Німеччина (Східна Пруссія) (жовтень 1944 — квітень 1945)

## Командування

### Командири
- Генерал-майор Георг Цваде (нім. Georg Zwade) (15 листопада 1943 — 10 травня 1944)
- Генерал-майор Адольф Фішер (нім. Adolf Fischer) (10 травня — 1 серпня 1944)
- Генерал-майор Герман Ганле (нім. Hermann Hähnle) (1 серпня 1944 — 8 квітня 1945)

### Підпорядкованість
| Час          | Корпус             | Армія                     | Група армій (округ)            | Штаб                    |
| ------------ | ------------------ | ------------------------- | ------------------------------ | ----------------------- |
| 1943         |                    |                           |                                |                         |
| 15 листопада | III тк СС          | 2-га ТА                   | Група армій «F»                | Аграм                   |
| 1944         |                    |                           |                                |                         |
| 1 січня      | формування         | 2-га ТА                   | Група армій «F»                | Аграм                   |
| 20 січня     | LXIX ак            | 2-га ТА                   | Група армій «F»                | Аграм                   |
| 24 березня   | передислокація     | 2-га ТА                   | Група армій «F»                | Аграм-Угорщина          |
| 2 квітня     | II тк СС           | 4-та ТА                   | Група армій «Південь»          | Львів                   |
| 4 квітня     | II тк СС           | 4-та ТА                   | Група армій «Північна Україна» | Львів                   |
| 9 квітня     | III тк СС          | 1-ша ТА                   | Група армій «Північна Україна» | Львів/Північний Дністер |
| 8 травня     | XXXXVI тк          | 1-ша ТА                   | Група армій «Північна Україна» | Тлумач                  |
| 14 липня     | LV ак              | 2-га А                    | Група армій «Центр»            | Білосток                |
| 16 вересня   | LV ак              | 4-та А                    | Група армій «Центр»            | Августів                |
| 19 жовтня    | XXXXI тк           | 4-та А                    | Група армій «Центр»            | Східна Пруссія          |
| 26 листопада | VI ак              | 4-та А                    | Група армій «Центр»            | Східна Пруссія          |
| 31 грудня    | XXXXI тк           | 4-та А                    | Група армій «Центр»            | Східна Пруссія          |
| 1945         |                    |                           |                                |                         |
| 25 січня     | XXXXI тк           | 4-та А                    | Група армій «Північ»           | Тревбург                |
| 1 лютого     | Фортеця Кенігсберг | 3-тя ТА                   | Група армій «Північ»           | Кенігсберг              |
| 10 лютого    | Фортеця Кенігсберг |                           | Група армій «Північ»           | Кенігсберг              |
| 11 березня   | Фортеця Кенігсберг | Армійська група «Самланд» | Група армій «Північ»           | Кенігсберг              |

### Склад
| 1944                                   |
| -------------------------------------- |
| 974-й гренадерський полк               |
| 975-й гренадерський полк               |
| 976-й гренадерський полк               |
| 367-й артилерійський полк              |
| 367-й інженерний батальйон             |
| 367-й протитанковий дивізіон           |
| 367-й фузілерний батальйон             |
| 367-й дивізійний батальйон зв'язку     |
| 367-й запасний батальйон               |
| 367-ме дивізійне управління постачання |